# Notalina spira
Notalina spira är en nattsländeart som beskrevs av Stclair 1991. Notalina spira ingår i släktet Notalina och familjen långhornssländor. Inga underarter finns listade i Catalogue of Life.